# كريس جونسون (لاعب كرة سلة مواليد 1985)
كريس جونسون (بالإنجليزية: Chris Johnson)‏ مواليد 17 يوليو 1985 في واشنطن العاصمة، هو لاعب كرة سلة أمريكي بدأ مسيرته الاحترافية في سنة 2009 يلعب في دوري بورتوريكو لكرة السلة كلاعب وسط ويحمل الرقم 2. يبلغ طوله 6 قدم 11 بوصة (2.1 م).

## فرق لعب لها
- بورتلاند ترايل بلايزرز
- بوسطن سيلتكس
- نيو أورلينز بيليكانز
- مينيسيوتا تيمبر وولفز

## إحصائيات المسيرة

### الموسم الاعتيادي
| السنة   | الفريق                 | لعب | بدأ | دقيقة | ميداني% | ثلاثية | حرة   | ارتداد | صنع | استلاب | تصدي | نقطة |
| ------- | ---------------------- | --- | --- | ----- | ------- | ------ | ----- | ------ | --- | ------ | ---- | ---- |
| 2010–11 | بورتلاند ترايل بلايزرز | 10  | 1   | 10.6  | .389    | .000   | .722  | 2.7    | .2  | .3     | .6   | 2.7  |
| 2010–11 | بوسطن سيلتكس           | 4   | 0   | 8.0   | .667    | .000   | 1.000 | 1.3    | .3  | .0     | .8   | 1.5  |
| 2011–12 | بورتلاند ترايل بلايزرز | 20  | 0   | 4.7   | .478    | .000   | .833  | .9     | .1  | .1     | .4   | 1.6  |
| 2011–12 | نيو أورلينز بيليكانز   | 7   | 0   | 11.7  | .500    | .000   | .714  | 3.1    | .1  | .7     | .1   | 3.3  |
| 2012–13 | مينيسيوتا تيمبر وولفز  | 30  | 0   | 9.5   | .640    | .000   | .618  | 2.0    | .3  | .2     | .9   | 3.9  |
| المسيرة |                        | 71  | 1   | 8.4   | .562    | .000   | .699  | 1.9    | .2  | .2     | .6   | 2.9  |

### التصفيات
| السنة   | الفريق                 | لعب | بدأ | دقيقة | ميداني% | ثلاثية | حرة   | ارتداد | صنع | استلاب | تصدي | نقطة |
| ------- | ---------------------- | --- | --- | ----- | ------- | ------ | ----- | ------ | --- | ------ | ---- | ---- |
| 2011    | بورتلاند ترايل بلايزرز | 4   | 0   | 4.8   | 1.000   | .000   | 1.000 | 1.3    | .0  | .0     | .5   | 1.0  |
| المسيرة |                        | 4   | 0   | 4.8   | 1.000   | .000   | 1.000 | 1.3    | .0  | .0     | .5   | 1.0  |

## روابط خارجية
- كريس جونسون على موقع الدوري الأوروبي لكرة السلة (الإنجليزية)
- كريس جونسون على موقع إن بي أي (الإنجليزية)
- كريس جونسون على موقع دوري كرة السلة الياباني للمحترفين (اليابانية)
- كريس جونسون على موقع الدوري التايواني الممتاز لكرة السلة (الصينية)
- كريس جونسون على موقع سبورتس رفرنس (الإنجليزية)
- كريس جونسون على موقع كرة السلة الأوروبية.كوم (الإنجليزية)
- كريس جونسون على موقع DraftExpress.com (الإنجليزية)
- كريس جونسون على موقع إي إس بي إن.كوم (الإنجليزية)
- كريس جونسون على موقع كلية كرة السلة في سبورتس رفرنس.كوم (الإنجليزية)
- كريس جونسون على موقع ريلجم (الإنجليزية)